# Edición príncipe
Edición príncipe (en latín: editio princeps) es la primera edición impresa de una obra literaria, inmediatamente posterior a los manuscritos del autor y a la copia para los impresores. Normalmente se habla de «edición príncipe» con relación a las obras de la antigüedad clásica grecolatina, si bien más tarde al arco completo de la tradición literaria occidental. Los textos más importantes de los autores clásicos griegos y romanos se produjeron en su mayor parte en ediciones príncipe en los años de 1465 a 1525, tras la invención de la imprenta alrededor de 1440.

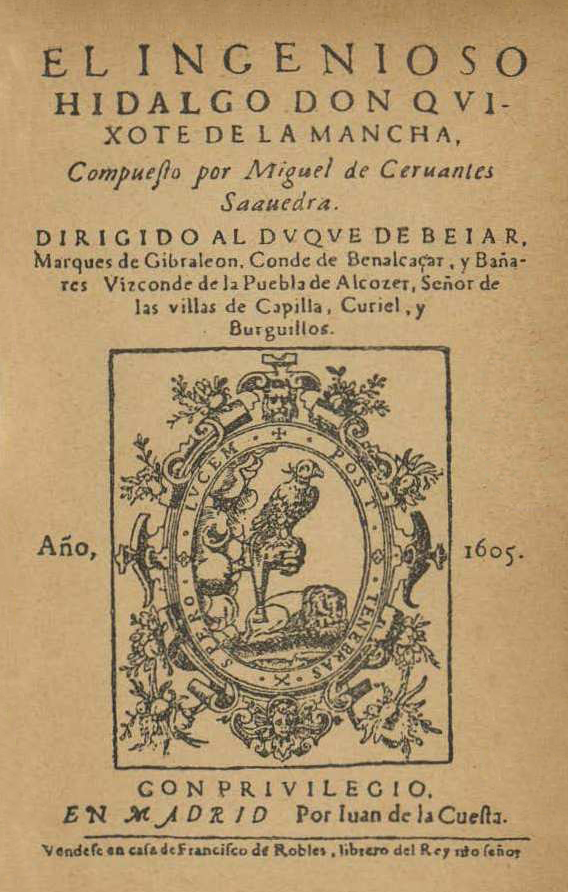
Edición príncipe de Don Quijote de la Mancha, impreso en Madrid por Juan de la Cuesta en 1605.